# Parafia Narodzenia Najświętszej Maryi Panny w Kundzinie
Parafia pw. Narodzenia Najświętszej Maryi Panny w Kundzinie – rzymskokatolicka parafia należąca do dekanatu Sokółka, archidiecezji białostockiej, metropolii białostockiej.

## Historia parafii
Kundzin otrzymał prawa parafii z nadania króla Zygmunta III Wazy 13 stycznia 1593 roku. Na uposażenie parafii dał on wówczas 9 włók ziemi. Przekazał później parafię jezuitom, którzy sprawowali opiekę duszpasterską. Budowa siedziby parafii zakończyła się w 1856, a w 1930 powiększono ją i zbudowano nowy ołtarz. W czasie wizytacji parafii 19 maja 1931 roku, abp Romuald Jałbrzykowski dokonał konsekracji kościoła i ołtarza.

## Miejsca kultu
Kościół parafialny – Kościół Narodzenia Najświętszej Maryi Panny w Kundzinie
Pierwszy drewniany kościół został zbudowany w 1562 przez króla Zygmunta Augusta na potrzeby królewskiego dworu myśliwskiego. Nowy kościół wybudowany przez jezuitów (przed 1655), przetrwał do połowy XIX wieku. Dzięki pozwoleniu uzyskanemu w 1851 przez ks. Ignacego Jaworowskiego u gubernatora grodzieńskiego, zbudowano kościół z kamienia polnego. W 1930, dzięki staraniom ks. Witolda Sarosieka, powiększono go i wybudowano nowy ołtarz główny z obrazem Matki Boskiej Nieustającej Pomocy z 1936 r.  autorstwa Henryka Karnieja, syna Edwarda Karnieja (przedstawiciela przedwojennej szkoły wileńskiej), konsekrowany 19 maja 1931 roku. W latach 1987–1992, z inicjatywy ks. Mariana Cierpika, przeprowadzono generalny remont, m.in. zamieniono drewniany strop na przykrycie żelbetowe.
Zespół kościoła parafialnego wpisany jest do rejestru zabytków nieruchomych woj. podlaskiego pod nr. rej.: A- 490 z 11.01.2013:
kościół pw. Narodzenia NMP, 1851-56, po 1930,
kostnica, po 1856,
cmentarz kościelny, XVII,
ogrodzenie, mur., z bramą główną i bramkami, pNajświętszej Maryi Pannyo 1856.
Cmentarz
Położony jest 10 m od kościoła, założony i poświęcony około 1856 roku, powierzchnia 2 ha.
Płyta pamiątkowa
28 czerwca 2015 roku przy kościele, po mszy św. dziękczynnej z okazji 30. rocznicy święceń kapłańskich proboszcza parafii – ks. Wiesława Wojteczki, odbyło się uroczyste odsłonięcie tablicy upamiętniającej króla Stefana Batorego, który w Kundzinie został opatrzony ostatnimi sakramentami – przed przewiezieniem do pobliskiego Grodna, gdzie wkrótce zmarł (12 grudnia 1586 roku). W kamieniu (obok wizerunku monarchy) wykuty napis brzmi:
NA PAMIĄTKĘ
UDZIELENIA KRÓLOWI
STEFANOWI BATOREMU
OSTATNICH SAKRAMENTÓW
W KUNDZINIE W GRUDNIU 1586 R.
KUNDZIN 28 VI 2015 R.

## Zasięg parafii
W granicach parafii znajdują się miejscowości:

- Kundzin Kościelny,
- Białobłockie (4 km),
- Bohoniki (5),
- Czuprynowo (4),
- Orłowicze (2),
- Poniatowicze (2-4),
- Popławce (3-6),
- Puciłki (3,5),
- Wołkusze (5)
- Zadworzany (2).